# اولاف سوندال
اولاف سوندال (نروژی: Olav Sundal; ۸ اوت ۱۸۹۹ – ۲۱ ژانویهٔ ۱۹۷۸) ژیمناست هنری اهل نروژ بود.